# Бризигела
Бризигѐла (на италиански: Brisighella, на местен диалект Brisighèla) е малък град и община в Северна Италия, провинция Равена, регион Емилия-Романя. Разположен е на 115 m надморска височина. Населението на града е 7700 души (към 2010 г.).